# Die Young (Ke$ha)
"Die Young" is een single van de Amerikaanse zangeres Ke$ha, afkomstig van haar tweede studioalbum Warrior. Het werd op 24 september 2012 als de eerste single van Warrior.

## Hitnoteringen
| Hitnotering: Week 1: 06-10-2012 Week 2: 27-10-2012 Week 3: 10-11-2012 Week 4 t/m 6: 01-12-12 t/m 15-12-2012 Week 7 t/m 10: 29-12-2012 t/m 19-01-2013 | Hitnotering: Week 1: 06-10-2012 Week 2: 27-10-2012 Week 3: 10-11-2012 Week 4 t/m 6: 01-12-12 t/m 15-12-2012 Week 7 t/m 10: 29-12-2012 t/m 19-01-2013 | Hitnotering: Week 1: 06-10-2012 Week 2: 27-10-2012 Week 3: 10-11-2012 Week 4 t/m 6: 01-12-12 t/m 15-12-2012 Week 7 t/m 10: 29-12-2012 t/m 19-01-2013 | Hitnotering: Week 1: 06-10-2012 Week 2: 27-10-2012 Week 3: 10-11-2012 Week 4 t/m 6: 01-12-12 t/m 15-12-2012 Week 7 t/m 10: 29-12-2012 t/m 19-01-2013 | Hitnotering: Week 1: 06-10-2012 Week 2: 27-10-2012 Week 3: 10-11-2012 Week 4 t/m 6: 01-12-12 t/m 15-12-2012 Week 7 t/m 10: 29-12-2012 t/m 19-01-2013 | Hitnotering: Week 1: 06-10-2012 Week 2: 27-10-2012 Week 3: 10-11-2012 Week 4 t/m 6: 01-12-12 t/m 15-12-2012 Week 7 t/m 10: 29-12-2012 t/m 19-01-2013 | Hitnotering: Week 1: 06-10-2012 Week 2: 27-10-2012 Week 3: 10-11-2012 Week 4 t/m 6: 01-12-12 t/m 15-12-2012 Week 7 t/m 10: 29-12-2012 t/m 19-01-2013 | Hitnotering: Week 1: 06-10-2012 Week 2: 27-10-2012 Week 3: 10-11-2012 Week 4 t/m 6: 01-12-12 t/m 15-12-2012 Week 7 t/m 10: 29-12-2012 t/m 19-01-2013 | Hitnotering: Week 1: 06-10-2012 Week 2: 27-10-2012 Week 3: 10-11-2012 Week 4 t/m 6: 01-12-12 t/m 15-12-2012 Week 7 t/m 10: 29-12-2012 t/m 19-01-2013 | Hitnotering: Week 1: 06-10-2012 Week 2: 27-10-2012 Week 3: 10-11-2012 Week 4 t/m 6: 01-12-12 t/m 15-12-2012 Week 7 t/m 10: 29-12-2012 t/m 19-01-2013 | Hitnotering: Week 1: 06-10-2012 Week 2: 27-10-2012 Week 3: 10-11-2012 Week 4 t/m 6: 01-12-12 t/m 15-12-2012 Week 7 t/m 10: 29-12-2012 t/m 19-01-2013 | Hitnotering: Week 1: 06-10-2012 Week 2: 27-10-2012 Week 3: 10-11-2012 Week 4 t/m 6: 01-12-12 t/m 15-12-2012 Week 7 t/m 10: 29-12-2012 t/m 19-01-2013 | Hitnotering: Week 1: 06-10-2012 Week 2: 27-10-2012 Week 3: 10-11-2012 Week 4 t/m 6: 01-12-12 t/m 15-12-2012 Week 7 t/m 10: 29-12-2012 t/m 19-01-2013 | Hitnotering: Week 1: 06-10-2012 Week 2: 27-10-2012 Week 3: 10-11-2012 Week 4 t/m 6: 01-12-12 t/m 15-12-2012 Week 7 t/m 10: 29-12-2012 t/m 19-01-2013 | Hitnotering: Week 1: 06-10-2012 Week 2: 27-10-2012 Week 3: 10-11-2012 Week 4 t/m 6: 01-12-12 t/m 15-12-2012 Week 7 t/m 10: 29-12-2012 t/m 19-01-2013 | Hitnotering: Week 1: 06-10-2012 Week 2: 27-10-2012 Week 3: 10-11-2012 Week 4 t/m 6: 01-12-12 t/m 15-12-2012 Week 7 t/m 10: 29-12-2012 t/m 19-01-2013 |
| Week: | 1 | | 2 | | 3 | | 4 | 5 | 6 | | 7 | 8 | 9 | 10 | |
| --- | --- | --- | --- | --- | --- | --- | --- | --- | --- | --- | --- | --- | --- | --- | --- |
| Positie: | 97 | uit | 96 | uit | 100 | uit | 59 | 56 | 100 | uit | 87 | 69 | 82 | 96 | uit |

| Hitnotering: 10-11-2012 t/m 02-02-2013 | Hitnotering: 10-11-2012 t/m 02-02-2013 | Hitnotering: 10-11-2012 t/m 02-02-2013 | Hitnotering: 10-11-2012 t/m 02-02-2013 | Hitnotering: 10-11-2012 t/m 02-02-2013 | Hitnotering: 10-11-2012 t/m 02-02-2013 | Hitnotering: 10-11-2012 t/m 02-02-2013 | Hitnotering: 10-11-2012 t/m 02-02-2013 | Hitnotering: 10-11-2012 t/m 02-02-2013 | Hitnotering: 10-11-2012 t/m 02-02-2013 | Hitnotering: 10-11-2012 t/m 02-02-2013 | Hitnotering: 10-11-2012 t/m 02-02-2013 | Hitnotering: 10-11-2012 t/m 02-02-2013 | Hitnotering: 10-11-2012 t/m 02-02-2013 | Hitnotering: 10-11-2012 t/m 02-02-2013 |
| Week:                                  | 1                                      | 2                                      | 3                                      | 4                                      | 5                                      | 6                                      | 7                                      | 8                                      | 9                                      | 10                                     | 11                                     | 12                                     | 13                                     |                                        |
| -------------------------------------- | -------------------------------------- | -------------------------------------- | -------------------------------------- | -------------------------------------- | -------------------------------------- | -------------------------------------- | -------------------------------------- | -------------------------------------- | -------------------------------------- | -------------------------------------- | -------------------------------------- | -------------------------------------- | -------------------------------------- | -------------------------------------- |
| Positie:                               | 45                                     | 37                                     | 36                                     | 33                                     | 31                                     | 28                                     | 31                                     | 21                                     | 19                                     | 24                                     | 26                                     | 35                                     | 42                                     | uit                                    |